# Hội những người bạn của di sản Việt Nam
Hội những người bạn của di sản Việt Nam (tiếng Anh: Friends of Vietnam Heritage, FVH) là một tổ chức giáo dục phi lợi nhuận có mục đích bảo tồn và nghiên cứu văn hóa Việt Nam. Hội được thành lập tại Hà Nội bởi các công dân đến từ nhiều quốc gia.

## Hoạt động
- Nghiên cứu về các chủ đề lịch sử và các ngành liên quan.
- Nghiên cứu các địa điểm lịch sử và văn hoá, các làng nghề và các địa điểm liên quan đến cuộc sống đời thường
- Thuyết trình và hội nghị về di sản văn hóa và đời sống ở Việt Nam
- Sưu tầm và lưu trữ sách và tư liệu tham khảo về văn hóa và di sản Việt Nam để cung cấp cho các nhóm nghiên cứu của FVH[2]

Tổ chức này cũng đã xuất bản một số sách

## Xuất bản
- Chùa Trấn Quốc Hà Nội, Hội những người bạn của di sản Việt Nam, Sulekha Kumar, Tini Ngô Thiên Hương, nhà xuất bản Thế giới, 2006.
- Phố thuốc cổ, phố Lãn Ông, Nhà xuất bản Thế giới, Hà Nội, Việt Nam,  Hội những người bạn của di sản Việt Nam, 2005.
- Các họa tiết văn hoá Pháp ở Hà Nội,  Nhà xuất bản Thế giới,  Hội những người bạn của di sản Việt Nam, 2008 [liên kết hỏng].
- Bát Tràng, làng gốm cổ truyền, đi bộ khám phá,  Nhà xuất bản Thế giới,  Hội những người bạn của di sản Việt Nam, 2006